# BAR 003
El BAR 003 fue un monoplaza de Fórmula 1 con el que compitió el equipo British American Racing en la temporada 2001. Fue conducido por Jacques Villeneuve, que estaba en su tercer año con el equipo, y Olivier Panis, quien se unió después de un año de carreras como piloto de pruebas de McLaren.

## Historia

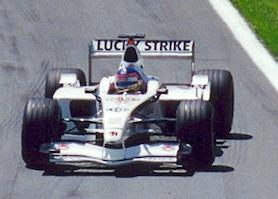
Jacques Villeneuve conduciendo el BAR 003 en el Gran Premio de Canadá de 2001.

Después de que la desastrosa temporada de debut del equipo en 1999 se hubiera redimido parcialmente por una prometedora exhibición en el 2000, las esperanzas eran altas para podios regulares e incluso triunfos en 2001. Sin embargo, el equipo dio un paso atrás. El coche sufrió un problema de manejo, causado por la falta de rigidez en el chasis, lo que provocó un deslizamiento en la competitividad a medida que avanzaba el año, y también a menudo no era confiable. Lo mismo podría decirse de los motores Honda de las obras, que también estaban abajo de la potencia en comparación con las unidades de los mejores equipos. Sin embargo, el equipo en general aún era superado por sus rivales, Jordan, cuyo EJ11 usaba los mismos motores.
Lo más destacado fueron los dos podios de Villeneuve en Cataluña y Hockenheim, pero incluso estos se lograron debido a una alta tasa de desgaste en ambas carreras. El canadiense fue empujado duramente por Panis durante toda la temporada, pero el francés fue recompensado con pocos resultados difíciles.
El equipo finalmente terminó sexto en el Campeonato de Constructores, con 17 puntos.

## Resultados

### Fórmula 1
(Clave) (negrita indica pole position) (cursiva indica vuelta rápida)

| Año     | Motor            | Neu. | N.º | Pilotos            | 1   | 2   | 3   | 4   | 5   | 6   | 7   | 8   | 9   | 10  | 11  | 12  | 13  | 14  | 15  | 16  | 17  | Puntos | Pos. |
| ------- | ---------------- | ---- | --- | ------------------ | --- | --- | --- | --- | --- | --- | --- | --- | --- | --- | --- | --- | --- | --- | --- | --- | --- | ------ | ---- |
| 2001    | Honda RA001E V10 | B    |     |                    | AUS | MYS | BRA | SMR | ESP | AUT | MON | CAN | EUR | FRA | GBR | GER | HUN | BEL | ITA | USA | JPN | 17     | 6.º  |
| 2001    | Honda RA001E V10 | B    | 9   | Olivier Panis      | 7   | Ret | 4   | 8   | 7   | 5   | Ret | Ret | Ret | 9   | Ret | 7   | Ret | 11  | 9   | 11  | 13  | 17     | 6.º  |
| 2001    | Honda RA001E V10 | B    | 10  | Jacques Villeneuve | Ret | Ret | 7   | Ret | 3   | 8   | 4   | Ret | 9   | Ret | 8   | 3   | 9   | 8   | 6   | Ret | 10  | 17     | 6.º  |
| Fuente: |                  |      |     |                    |     |     |     |     |     |     |     |     |     |     |     |     |     |     |     |     |     |        |      |